# Ештеван да Гама
Ештéван да Гáма (порт. Estêvão da Gama; бл. 1505 — 1576) — португальський мореплавець, військовий та адміністративний діяч, 11-й губернатор Португальської Індії в 1540—1542 роках, син Васко да Гами.

## Біографія

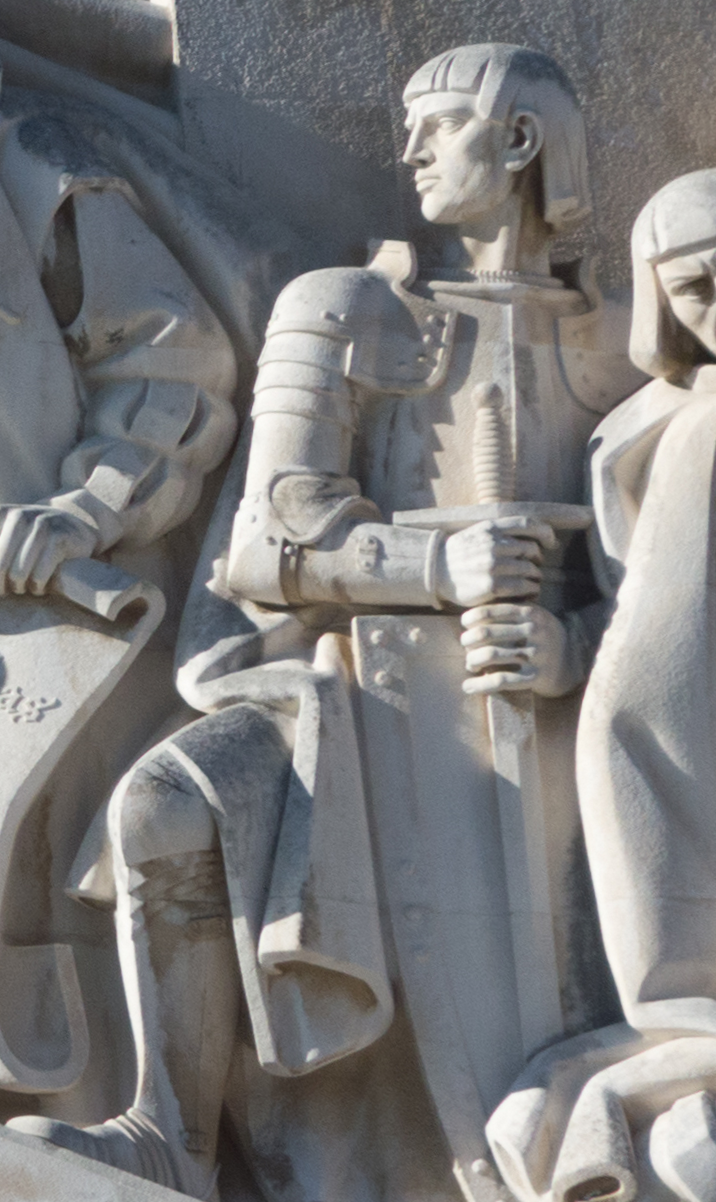
Скульптура Ештевана да Гама на Пам'ятнику великим географічним відкриттям в Ліссабоні

Другий син великого мореплавця Васко да Гами та Катаріни де Атайде. Названий був, мабуть, на честь діда по батьківській лінії, португальського лицаря Ештевана та Гами (1430—1497)
У 1524 році, коли його батько Васко да Гама, що вже в літньому віці був призначений віце-королем Португальської Індії вирушив до місця служби, Ештеван супроводжував його на посаді командувача флоту. В 1529 році Ештеван отримав призначення у фортецю Сан-Жоржи-да-Міна (нині Ельміна) як губернатор португальської колонії на африканському Золотому Березі. Там він провів кілька років, а потім замінив свого брата Паулу на посаді губернатора Малакки.
В 1540 помер губернатор Португальської Індії Гарсіа де Норонья, і на його місце король призначив Ештевана да Гаму, який на той час мав великий досвід як в адміністративних справах, так і у військових. Під керівництвом нового губернатора в Гоа була споряджена флотилія для рейду в Червоне море. 31 грудня 1540 р. армада Ештевана да Гами вийшла з Гоа і 27 січня 1541 р. досягла Адена. Португальцям вдалося провести кілька успішних морських боїв, зокрема спільно з Наїлем Фуджем, султаном Сеннару, відвоювати османську фортецю Суакін, а потім просунутися до Суеца, проте османи завчасно дізнались про наближення португальського флоту і вжили відповідних заходів для оборони, тож спроба штурму османської морської бази не принесла успіху.
На зворотному шляху, на берег в порту Массава був висаджений загін з 400 воїнів і 130 рабів під командуванням молодшого брата губернатора Кріштована да Гами, який мав завдання прийти на допомогу християнському імператору Ефіопії, який зазнав нападу зі сторони мусульманського султанату Адал. Кріштован да Гама загинув у цьому поході 1542 року, але загалом місія його загону увінчалася успіхом.
У 1542 Ештеван да Гама передав повноваження Мартіну Афонсу де Соуза і повернувся до Португалії, де став губернатором Лісабона.